# دی‌ان‌ای برون‌زاد
به هر گونه اسید دی‌اکسی‌ریبونوکلئیکی که سرچشمهٔ آن از بیرون از جاندار باشد، دی‌ان‌ای برون‌زاد می‌گویند.
درون شدن دی‌ان‌ای برون‌زاد به درون یاخته را ترا آلودگی می‌گویند.